# Universidad de El Cairo
La Universidad de El Cairo (en árabe جامعة القاهرة, anteriormente denominada Universidad Egipcia y más tarde Universidad de Fuad) es un instituto de educación superior situado en Guiza, Egipto.
A la Universidad de El Cairo pertenecen también una Facultad de Derecho y una Facultad de Medicina. Esta última fue una de las primeras facultades de medicina de África y en el Próximo Oriente. Su primer edificio fue una donación de Alaini Pasha.
La universidad fue conocida como Universidad Egipcia de 1908 a 1940, y como Universidad Rey Fuad I y Universidad Fu'ād al-Awwal de 1940 a 1952. La universidad es la segunda institución de enseñanza superior más antigua de Egipto después de la Universidad de Al-Azhar, sin perjuicio de las escuelas profesionales superiores preexistentes que más tarde se convirtieron en facultades constituyentes de la universidad.
La universidad fue fundada y financiada como la Universidad Egipcia por un comité de ciudadanos privados con el patrocinio real en 1908 y se convirtió en una institución estatal bajo el rey Fuad I en 1925. En 1940, cuatro años después de su muerte, la universidad pasó a llamarse Universidad Rey Fuad I en su honor. Fue rebautizada por segunda vez tras la Revolución Egipcia de 1952.La universidad cuenta actualmente con aproximadamente 155.000 estudiantes matriculados en 20 facultades y 3 instituciones. Cuenta con tres premios Nobel entre sus licenciados y es una de las 50 mayores instituciones de enseñanza superior del mundo por número de matriculados.

## Historia
Antes de retirarse en 1907, el representante británico en Egipto, Lord Cromer, seguía oponiéndose al establecimiento de la enseñanza superior en el país por temor a que fomentara disturbios. La universidad abrió sus puertas en 1908 como una pequeña institución privada.  Su temprana fundación y ubicación la convirtieron en un modelo para posteriores universidades de todo el mundo árabe. En 1925 pasó a ser una universidad estatal y en 1954 se convirtió en la Universidad de El Cairo.
La universidad se fundó el 21 de diciembre de 1908, como resultado de un esfuerzo por establecer un centro nacional de educación superior. Varias facultades precedieron a la creación de la universidad, entre ellas la Facultad de Ingeniería (كلية الهندسة) en 1816, que fue clausurada por el jedive de Egipto y Sudán, Sa'id Pasha, en 1854. La Universidad de El Cairo se fundó como universidad civil de inspiración europea, en contraste con la universidad religiosa de Al Azhar, y se convirtió en el principal modelo autóctono para otras universidades estatales. En 1928, el primer grupo de alumnas se matriculó en la universidad.
El 27 de enero de 2020, el Tribunal Superior Administrativo de Egipto aprobó la decisión de la Universidad de El Cairo de prohibir a sus profesores llevar el niqab o velo facial que se introdujo en 2015. 
El primer presidente de la Universidad de El Cairo, entonces conocida como Universidad Egipcia fue el profesor Ahmed Lutfi el-Sayed.
Su temprana fundación y su ubicación la convirtieron en un modelo para posteriores universidades de todo el mundo árabe.

## Fundación
A principios de siglo, intelectuales y personalidades egipcias empezaron a reclamar la creación de un instituto egipcio de enseñanza superior que ofreciera una educación moderna y profesional a los egipcios. El burócrata armenio Yaqub Artin hizo la primera referencia publicada que se conoce a la creación de una universidad egipcia en 1894. En un informe sugería que "las escuelas profesionales superiores existentes bien podrían servir de base para una universidad"  Estas escuelas superiores incluían la Escuela de Administración e Idiomas, creada en 1868 (que se convirtió en la Escuela de Derecho en 1886), la Escuela de Irrigación y Construcción (conocida como Escuela de Ingeniería) en 1866, Dar al-Ulum en 1872, la Escuela de Agricultura en 1867 y la Escuela de Antigüedades 1869.
El periodista sirio Jurji Zaydan abogó en 1900 por la creación de una "escuela universitaria egipcia" (madrasa kulliya misriyya) en su revista mensual Al-Hilal. Proporcionó dos modelos para este instituto de educación superior: el Muhammadan Anglo-Oriental College de Aligarh (India), que impartía una educación de estilo occidental en lengua inglesa, o el Syrian Protestant College (actual Universidad Americana de Beirut) de Beirut, dirigido por misioneros estadounidenses. La nueva escuela proporcionaría una alternativa a las misiones estudiantiles a Europa iniciadas bajo Muhammad Ali. La polémica en torno a las publicaciones de Zaydan le impediría más tarde ocupar un puesto de profesor en la universidad. Otros egipcios destacados desempeñaron un papel en la fundación de la universidad. Una colección de grandes terratenientes, burócratas, miembros de la familia real y periodistas, abogados y maestros de escuela, entre ellos Mustafa Kamil, discípulos de Muhammad Abduh como Qasim Amin y Saad Zaghlul, y finalmente el jedive Abbas II y el príncipe Ahmad Fu'ad I se involucraron. Como escribe Donald M. Reid, "los partidarios monárquicos destacaron el papel fundador de Fu'ad, los watanistas señalaron el llamamiento de Mustafa Kamil a favor de una universidad y los wafdistas hicieron hincapié en las contribuciones de Saad Zaghlul, Muhammad Abduh y Qasim Amin".
Ya en 1905, los egipcios adinerados empezaron a contribuir de forma independiente a la creación de una universidad. Contribuyó de forma significativa [https://cu.edu.eg/page.php?pg=contentFront%2FSubSectionData.php&SubSectionId=224#:~:text=Princess%20Fatma%20Ismail%20 la princesa Fatma Ismail. A principios del siglo XX, donó terrenos a la universidad como parte de su campaña de recaudación de fondos para la creación de la primera universidad oficial de Egipto. Tras el incidente de Dinshaway, Mustafa Kamil al-Ghamrawi, un notable acaudalado de Beni Suef, prometió 500 libras egipcias para una universidad en septiembre de 1906. Mustafa Kamil publicó una petición de fondos suplementarios, mientras que Saad Zaghlul y Qasim Amin organizaron una reunión a la que asistieron Muhammad Farid y otros 23 egipcios prominentes. Los miembros de la reunión fundaron un comité con Zaghlul como vicepresidente y Amin como secretario, y todos menos tres se comprometieron a aportar al menos 100 libras egipcias para la universidad. Sin embargo, rápidamente surgieron escisiones entre los watanistas, los discípulos de Abduh y los monárquicos, dejando el proyecto en manos de Palacio. En el momento de su creación en 1908, el príncipe Fuad I era el rector y sólo uno de los hombres que se habían reunido en 1906 permanecía en el comité.
En cuanto a la facultad de ingeniería En 2006, la facultad comenzó a aplicar el sistema de horas de crédito con el lanzamiento de los siguientes programas: ingeniería de la construcción, ingeniería informática y de telecomunicaciones.
En 2007 se desarrollaron los programas: ingeniería de diseño mecánico, ingeniería arquitectónica y tecnología de la construcción e ingeniería petroquímica.
En 2008, introdujo un programa: Ingeniería de la Construcción.
En 2009, introdujo el programa de Ingeniería del Agua y Medio Ambiente.

## Ranking
Según el ranking mundial académico de 2007 (Academic ranking for World Universities, ARWU), publicado por el Instituto de Educación Superior de la Universidad Jiao Tong de Shanghái, la Universidad de El Cairo es la primera del país y una de las 500 más importantes del mundo.
Según los rankings de 2008 Webometrics World Universities rankings, la Universidad de El Cairo es la segunda del país y la décima de África. Este ranking está basado en la webométrica (es decir, en el estudio de los aspectos cuantitativos de la construcción y uso de recursos de información, estructuras y tecnologías en la red según un acercamiento bibliométrico e infométrico y es de carácter académico.

## Facultades y especialidades
- Facultad de Ciencias
- Facultad de Agricultura
- Facultad de Arqueología
- Facultad de Arte
- Facultad de Comercio
- Facultad de Computación y Ciencia de la Información
- Facultad de Dar El-Ulum
- Facultad de Medicina Bucal y Dental
- Facultad de Economía y Ciencias Políticas
- Facultad de Ingeniería
- Facultad de Derecho y Leyes
- Facultad de Comunicación en Masa Archivado el 27 de abril de 2021 en Wayback Machine.
- Facultad de Medicina
- Facultad de Farmacología
- Facultad de Fisioterapia
- Facultad de Planificación Regional y Urbana
- Facultad de Veterinaria

## Alumnos notables

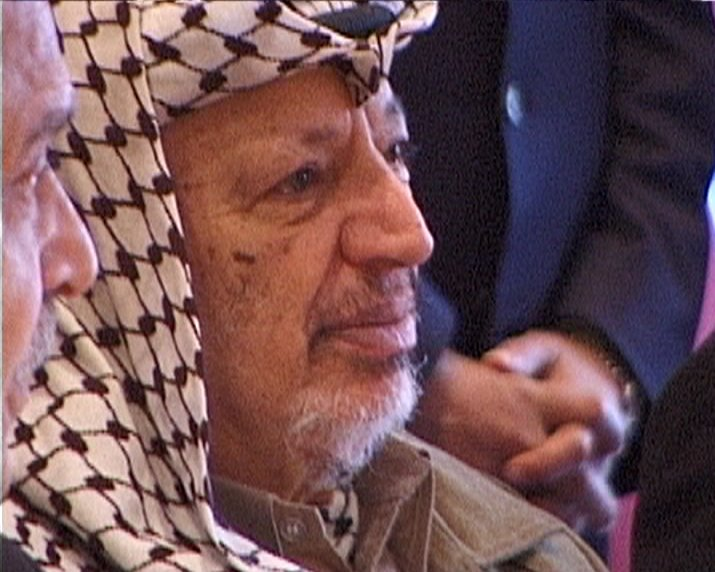
Yasser Arafat, 1956

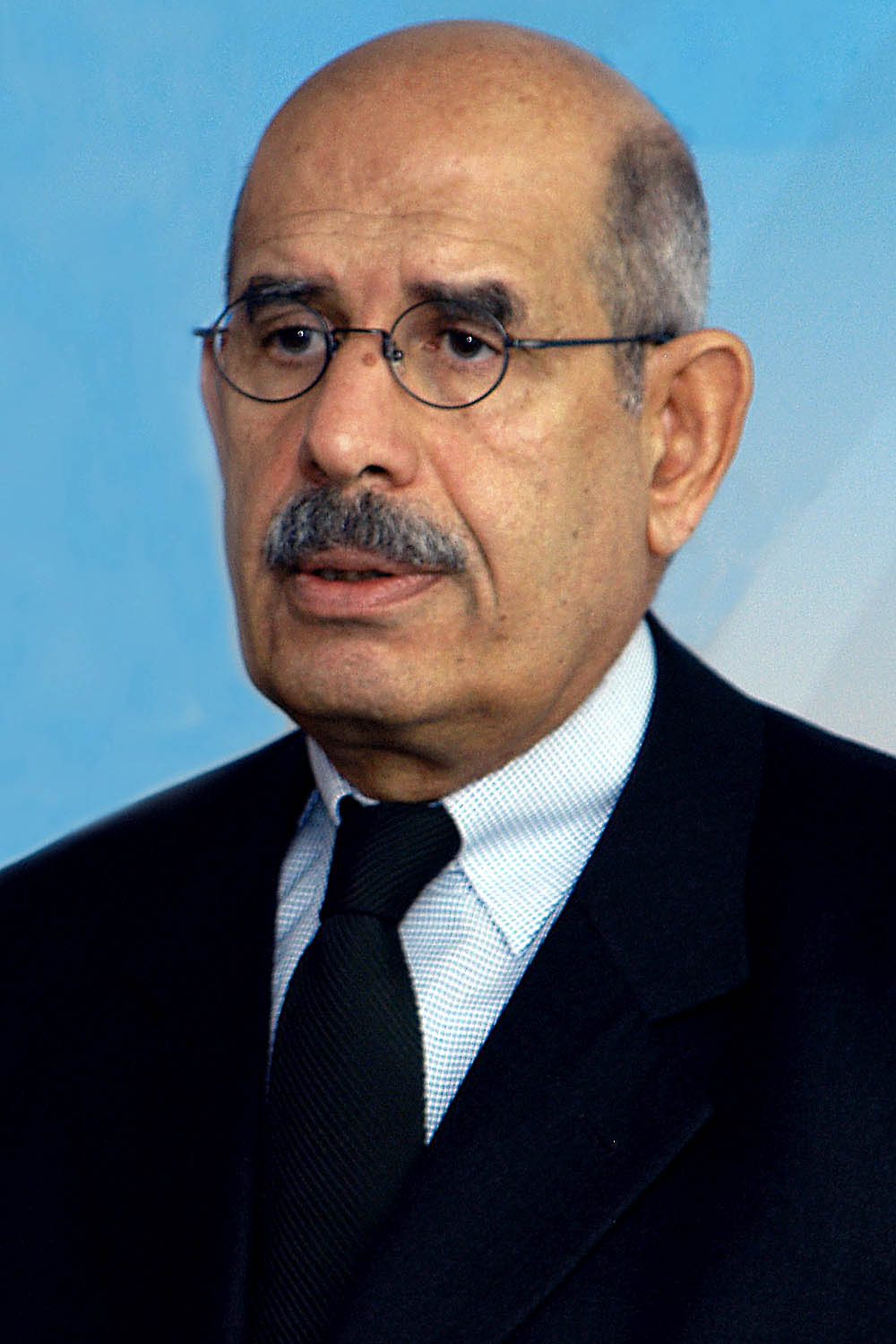
Mohamed ElBaradei, 1962

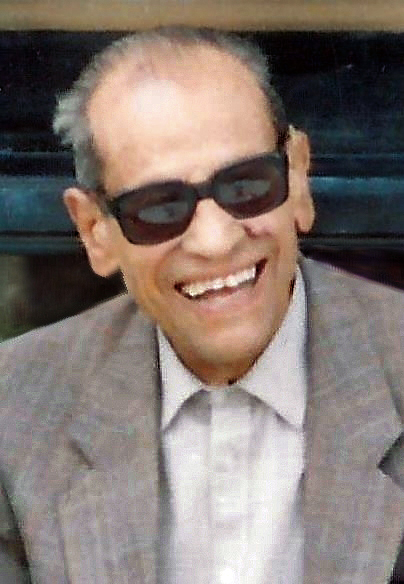
Naguib Mahfouz, 1934

- Abdel Khalek Sarwat Pasha (1873-1928), dos veces Primer ministro de Egipto.[18]
- Husayn Fawzi Alnajjar, historiador, politólogo y estratega
- Said Ashour, profesor de historia
- Mohamed Atalla, ingeniero, inventor del MOSFET (transistor de efecto de campo MOS), pionero en silicio semiconductores y sistemas de seguridad, fundador de Atalla Corporation[19]
- Naima Ilyas al-Ayyubi, primera mujer abogada en Egipto[20]
- Gamal Aziz, también conocido como Gamal Mohammed Abdelaziz, egipcio expresidente y director de operaciones de Wynn Resorts, y ex director general de MGM Resorts International, acusado como parte del escándalo de sobornos en las admisiones universitarias de 2019]].
- Mona Zulficar, abogada egipcia y activista de los derechos humanos
- Hisham Barakat, asesinado Fiscal General de Egipto
- Boutros Boutros-Ghali, sixto Secretario General de las Naciones Unidas (ONU) 1992-1996
- Eli Cohen, espía del Mossad israelí que se infiltró en las más altas esferas del Gobierno sirio y contribuyó al éxito israelí en la Guerra de los Seis Días y otros éxitos.
- Taher Elgamal, diseñador del sistema de encriptación ElGamal y considerado "Padre de SSL"
- Wael Ghonim, activista egipcio y figura de la Revolución egipcia de 2011
- Basma Hassan (nacida en 1976), actriz
- Saddam Hussein (1937-2006), expresidente de Irak
- Mahmoud Zulfikar (1914-1970), filmador egipcio
- Yuriko Koike, exministra de Defensa japonesa y primera mujer gobernadora de Tokio
- Heba Kotb (nacida en 1967), terapeuta sexual y presentadora de televisión egipcia.
- Adly Mansour, presidente del Tribunal Constitucional Supremo de Egipto.
- Mohamed Morsi (1951-2019), depuesto Presidente de Egipto
- Amr Moussa, Secretario General de la Liga Árabe 2001-2011, y presidente de la comisión de reforma de la Constitución egipcia en 2013
- Omar Sharif (1932-2015), actor, nominado a un Premio de la Academia y ganador de tres Premios Globo de Oro
- Magdi Yacoub (nacido en 1935), profesor de cirugía cardiotorácica en el Imperial College London
- Mohamed Shaker El-Markabi]], ministro de Electricidad y Energías Renovables
- Ayman al-Zawahiri (1951-2022), terrorista, antiguo cirujano en ejercicio en el Ejército egipcio, líder de la organización terrorista Al-Qaeda en el momento de su muerte.[21][22]
- Walid Muallem, vice primer ministro y ministro de Asuntos Exteriores y Expatriados de Siria
- Hamida Zakariya, primera mujer juez en Yemen del Sur, Yemen y el mundo árabe.

### Los premios Nobel
- Naguib Mahfouz, Premio Nobel de Literatura en 1988
- Yasser Arafat, Premio Nobel de la Paz en 1994
- Mohamed ElBaradei, Premio Nobel de la Paz en 2005